# Artur Passendorfer
Artur Passendorfer (ur. 10 lutego 1864 w Krzeszowicach, zm. 3 stycznia 1936 w Warszawie) – polski polonista i germanista, autor prac na temat gramatyki i  ortografii języka polskiego, autor poradników językowych, purysta językowy.

## Życiorys
Po ukończeniu gimnazjum w Tarnowie studiował polonistykę i germanistykę na uniwersytetach w Krakowie i Wiedniu. Od 1891 pracował jako nauczyciel w Bochni, Jarosławiu i Lwowie. W 1912 został dyrektorem c. k. II Szkoły Realnej we Lwowie (z polskim językiem nauczania), pozostając na tym stanowisku aż do przejścia na emeryturę w 1929 (po odzyskaniu przez Polskę niepodległości z 1918 placówkę przemianowano na XI Państwowe Liceum i Gimnazjum im. Jana i Andrzeja Śniadeckich). Postanowieniem cesarza Franciszka I Józefa z 7 lutego 1916 otrzymał tytuł c. k. radcy rządu wraz z uwolnieniem od taksy.
Był członkiem komisji języka polskiego Polskiej Akademii Umiejętności w Krakowie i członkiem przybranym Towarzystwa Naukowego we Lwowie.
Jego pogrzeb odbył się na Cmentarzu Powązkowskim w Warszawie.

## Twórczość
Wykorzystując własne obserwacje błędów popełnianych przez jego szkolnych uczniów, wydał w 1902 książkę pt. Błędy językowe młodzieży szkolnej. Nakład został szybko wyczerpany i dwa lata później ukazała się jej rozszerzona wersja o skróconym tytule Błędy językowe. 
Praca to alfabetyczny zbiór wyrazów i form gramatycznych z zaleceniami ich poprawnego używania, pisowni i wymowy. Zawiera też część poświęconą kategoriom gramatycznym, ich formie i znaczeniu. Wskazane są wyrazy obce i zalecane odpowiedniki w języku polskim. Skrytykowane zostały niektóre germanizmy, m.in.: 
- cuchthaus – mów: dom poprawy, więzienie
- fajerman – mów: strażnik, pożarowy
- fechmistrz – mów: nauczyciel szermierki, szermierz
- frajda – mów: uciecha
- landszaft – mów: krajobraz
- stelmach  – mów: kołodziej

Passendorfer kwestionował kalki niemieckich zwrotów: 
- jak stary? – wie alt?
- co ja za to mogę? – was kann ich dafür?

Wątpliwości u autora budziły też zapożyczenia z języków romańskich, w tym z języka francuskiego, m.in.:
- garderoba – szatnia, odzież
- rezerwować – zatrzymywać, zachowywać, zastrzegać
- respekt – uszanowanie, poszanowanie, poważanie, szacunek, wzgląd
- rezultat – wynik, wypadek, wypływ, skutek

Niemiecki slawista Kai Witzlack-Makarevich po przeanalizowaniu tych książek doszedł do wniosku, że Passendorfer był bardzo umiarkowanym purystą.
Inne prace Passendorfera to m.in.:
- Słownik ortograficzny, na podstawie uchwał Akademji Umiejętności (1911)
- Zasady pisowni polskiej ze słowniczkiem, opracowane na podstawie uchwał Akademji z r. 1918 (1921)
- Poradnik gramatyczny, wraz z Henrykiem Gaertnerem (1933; 5 wyd. w 1964)
- Z pobojowiska błędów językowych (1964; na podstawie artykułów Passendorfera w opracowaniu Stanisława Urbańczyka)

## Odznaczenia
austro-węgierskie
- Brązowy Medal Jubileuszowy Pamiątkowy dla Sił Zbrojnych i Żandarmerii[4]
- Medal Jubileuszowy Pamiątkowy dla Cywilnych Funkcjonariuszów Państwowych[4]
- Krzyż Jubileuszowy dla Cywilnych Funkcjonariuszów Państwowych[4]